# Godzilla Minus One
Godzilla Minus One (japanisch ゴジラ-1.0 Gojira Mainasu Wan, deutsch: „Godzilla Minus Eins“) ist ein Kaijū-Actionfilm des Regisseurs Takashi Yamazaki aus dem Jahr 2023. Yamazaki verfasste auch das Drehbuch. Der Film stellt den 33. Teil der Original-Reihe des Riesensauriers von Toho, den 5. Teil der Reiwa-Ära (nach Shin Godzilla und der separaten Anime-Trilogie) und den 37. Teil inklusive der US-amerikanischen Interpretationen dar. Das Werk gewann unter anderem bei der Oscarverleihung 2024 den Preis für die besten visuellen Effekte.

## Handlung
In den letzten Tagen des Zweiten Weltkrieges landet der Kamikaze-Pilot Kōichi Shikishima mit einem vermeintlichen Defekt seiner Maschine auf der Basis der Insel Odo. Die Mechaniker der Basis, deren Insel von den Amerikanern und deren Inselsprung-Strategie bislang verschont blieb, reparieren solche Maschinen, können jedoch keinen Defekt feststellen. Der Kommandant Sōsaku Tachibana erkennt, dass Shikishima desertiert ist, und verzichtet auf weitere Konsequenzen, da er den Krieg für verloren hält. Dennoch ist Shikishima über seine Feigheit am Boden zerstört. Als er am Ufer sitzt, erblickt er mehrere tote Tiefseefische, die auf der Wasseroberfläche treiben.
Noch in derselben Nacht wird Alarm geschlagen. Die Befürchtungen, es könne sich um einen Angriff der Amerikaner handeln, zerschlagen sich schnell, als der Leuchtturm eine dinosaurierartige Kreatur anstrahlt und von dieser zerstört wird. Shikishima rettet sich mit den restlichen Mechanikern in einen Graben, erhält jedoch von Tachibana den Befehl, seine Maschine zu besetzen und das Ungeheuer, welches von einem der Mechaniker laut den Einwohnern als Godzilla bezeichnet wird, mit seinem 20-mm-Bordgeschütz zu erledigen. Er schafft es zwar in die Maschine, kann aber aus Angst den Abzug nicht betätigen. Godzilla schreitet auf den Graben zu, was Panik bei den Mechanikern auslöst, welche zu schießen beginnen. Der Saurier tötet jeden der Mechaniker und verwundet Tachibana. Shikishima kann sich aus dem Flugzeug retten, bevor Godzilla es zerstört, und verliert daraufhin das Bewusstsein.
Am nächsten Morgen hat Tachibana seine Männer aufgebahrt. Als er den erwachten Shikishima erblickt, schreitet er wutentbrannt auf ihn zu und gibt ihm die Schuld am Tod seiner Mannschaft. Auf dem Rettungsboot, das beide zurück nach Japan bringt, übergibt Tachibana ihm die Briefe der Mannschaft sowie einen persönlichen Brief, in dem steht, dass Shikishimas Eltern bei den Luftangriffen auf Tokio ums Leben gekommen sind. In Tokio angekommen erblickt er die Zerstörungen und begegnet dabei seiner einstigen Nachbarin Sumiko Ōta, die bei den Luftangriffen ihre beiden Kinder verlor. Auch sie macht Shikishima schwere Vorwürfe für seine Feigheit, nicht seiner Pflicht als Kamikazepilot nachgekommen zu sein.
Auf dem Markt wird die junge Noriko wegen Diebstahls von der Polizei verfolgt. Sie drückt Shikishima ein Bündel in den Arm und flieht. In dem Bündel befindet sich ein Baby, welches Shikishima, nachdem er es eigentlich ablegen wollte, mitnimmt. Noriko hat auf diese Gelegenheit gewartet und nimmt das Baby, das Akiko heißt und ihr von der leiblichen Mutter, die ebenfalls zusammen mit ihrem Mann bei den Luftangriffen getötet wurde, überlassen wurde, wieder an sich. Sie nistet sich daraufhin bei Shikishima ein, was er aufgrund seines Überlebensschuld-Syndroms zulässt. In den folgenden zwei Jahren leben die drei miteinander, und Shikishima hat aufgrund der Vorfälle auf Odo Albträume und Selbstzweifel. In der Zwischenzeit findet mit Operation Crossroads der erste amerikanische Kernwaffentest nach Kriegsende, auf dem Bikini-Atoll statt. Godzilla befindet sich in unmittelbarer Nähe und mutiert durch die Strahlung zu mehr Größe und Stärke, was dazu führt, dass er mehrere Schiffe und U-Boote der US Navy zerstört.
1947 findet Shikishima einen gut bezahlten Job als Minenräumer. Er wird auf die Shinsei Maru unter Kapitän Yōji Akitsu und dessen Crew, dem ehemaligen Waffeningenieur Professor Kenji Noda und dem jungen Shirō Mizushima, berufen. Diese sollen mit dem Schwesterschiff die im Krieg gelegten Seeminen aufspüren und zerstören, indem sie die Ankerketten der Minen mit einer Schleppleine durchtrennen, diese dadurch auftauchen lassen und mit einem gezielten Beschuss aus einem 14-mm-Geschütz zur Explosion bringen. Shikishimas Erfahrung als Schütze macht sich hierbei bezahlt, und die Räumung läuft sehr erfolgreich. Auch Noriko findet eine Arbeit in Ginza.
Doch der Frieden soll nicht lange andauern. Godzilla hat nach den Zerstörungen der US-Schiffe einen direkten Kurs nach Japan eingeschlagen. US-General Douglas MacArthur lehnt aufgrund der steigenden Spannungen mit der Sowjetunion eine direkte militärische Hilfe ab, überlässt Japan aber einige erbeutete japanische Zerstörer mit der Warnung, diese umgehend zu bewaffnen. Der schwere Kreuzer Takao wäre das nächstgelegene Militärschiff, das es aber zeitlich nicht rechtzeitig zurück nach Japan schaffen wird. Daher sollen zivile Boote, darunter auch die Shinsei Maru, versuchen ihr Zeit zu verschaffen. Als Bewaffnung sollen die Minen dienen, die man eigentlich zerstören sollte. Die Crew schafft es, zwei Minen zu sichern, als Godzilla plötzlich auftaucht und das Schwesterschiff versenkt. Daraufhin verfolgt er die Shinsei Maru. Um ihn auszuschalten, lassen Noda und Mizushima eine der Minen zu Wasser, die auf Godzilla explodiert, der aber keinen Schaden davon nimmt. Er nimmt die zweite Mine ins Maul, die von Shikishima unter Beschuss genommen und zur Explosion gebracht wird, was Godzilla schwer im Gesicht verwundet, doch die Verletzung heilt in Sekunden wieder zusammen. Das Schicksal der Shinsei Maru scheint besiegelt zu sein, als die Takao auftaucht und Godzilla unter Beschuss nimmt. Der Kreuzer kann zwar mehrere Treffer aus seinen Geschützen landen, aber nichts ausrichten. Als Godzilla abtaucht, trifft er den Kreuzer mit seinem Hitzestrahl und zerstört ihn. Es gibt keine Überlebenden. Durch die Druckwelle erleidet Shikishima eine Kopfverletzung und wird ohnmächtig. Shikishima wird ins Krankenhaus eingeliefert und ist zunehmend frustriert, nichts gegen Godzilla ausrichten zu können. Daheim bricht er emotional zusammen und erzählt Noriko von den Vorfällen auf Odo.
Wenige Tage später erreicht Godzilla Tokio. Er zerstört alles, was ihm im Wege steht, und die Menschen fliehen in Panik. Er ist auf dem Weg nach Ginza, wo auch Noriko in einem Zug unterwegs ist. Dieser wird von einem anderen Zug gestoppt, der von Godzilla auf die Gleise geschleudert wurde. Godzilla beißt daraufhin in den Zug, in dem Noriko sitzt, welche sich gerade noch mit einem Sprung in die Kanda retten kann. Traumatisiert läuft sie durch Ginza, bis sie Shikishima begegnet. In dem Moment beschießen einige Typ 4 Chi-To-Panzer den Riesensaurier, der mit seinem Hitzestrahl zurückschießt. Dieser trifft mit der Wucht einer Atombombe und löst eine Druckwelle aus, die weitere Teile Tokios zerstört. Noriko schubst Shikishima in einen Seitenweg und kann ihn so retten, wird aber selbst mit voller Wucht von der Druckwelle erfasst und fortgerissen. Shikishima findet Noriko nicht mehr, hält sie für tot und bricht verzweifelt zusammen. Godzilla kehrt daraufhin ins Meer zurück.
Noch während der Trauerfeier für Noriko tritt Noda an Shikishima heran und erzählt ihm von einem Plan, Godzilla zu vernichten. Noda lässt sämtliche ehemaligen Marinesoldaten und Bootsmänner zu einem Treffen zusammenkommen, wo er mithilfe des Marineoffiziers Tatsuo Hotta den Plan erklärt, bei dem sich die japanische Regierung nicht beteiligen wird. Godzilla soll mithilfe von Freon-Gastanks an den tiefsten Punkt in der Sagami-Bucht hinuntergezogen werden, wo der Wasserdruck und die dadurch entstehende Kompression in dem 1.500 m tiefen Gewässer ihn in Stücke reißen sollen. Dazu sollen zwei Zerstörer den Saurier mit einem Seil um die Hüfte versehen, an dem die Tanks hängen. Sollte Godzilla dies jedoch überstehen, so soll er mithilfe von Ballons schnell wieder an die Oberfläche gezogen werden, wodurch – als Plan B – die schnelle Dekompression Godzilla zerstören soll. Einige der Seeleute sind bei der nicht hundertprozentigen Erfolgschance nicht bereit, sich daran zu beteiligen, doch genug Männer, darunter auch Shikishima und die Crew der Shinsei Maru, sind mit dabei.
Shikishima will jedoch an einem Absicherungsplan festhalten. Er benötigt dazu ein Jagdflugzeug, was Noda akzeptiert. Er organisiert ihm einen Prototyp der Kyūshū J7W Shinden, die allerdings noch nicht fertiggestellt ist und repariert werden muss. Shikishima besteht auf Tachibana als Mechaniker, der jedoch spurlos verschwunden ist und keine feste Anschrift hat. Um ihn zu ihm zu locken, verfasst Shikishima daher einige Briefe, in denen er den Tod der Mechaniker auf Odo Tachibana in die Schuhe schiebt. Der Plan geht auf, Tachibana sucht Shikishima auf und schlägt ihn zusammen. Nach einer kurzen Unterredung erkennt er aber, dass Shikishima bereit ist, mit einem Kamikazeangriff dem Saurier den Rest zu geben und nimmt seine Bitte an. Der Plan, den Shikishima im Übrigen geheim hält, wird somit vorbereitet.
Einige Tage später wird anhand von Geigerzählern, die im Japanischen Meer an Bojen befestigt wurden, Godzillas Route erkannt, die wieder direkt nach Tokio führt. Die Zeit wird daher knapp. In einem letzten Brief vertraut Shikishima Sumiko Akiko an und hinterlässt ihr eine große Summe Geld. Er fährt daraufhin zum Hangar, wo er die Besprechung mit Tachibana führt. Der Mechaniker hat in die Nase des Flugzeugs eine Fliegerbombe eingebaut, dafür den Hauptkraftstofftank und einen Teil der Bewaffnung entfernt. Kurz darauf erscheint Godzilla früher als erwartet in der Sagami-Bucht und geht an Land. Trotzdem beschließen Noda und Hotta auszulaufen und sich bereitzuhalten. Shikishima startet sogleich in seiner Shinden und macht sich mit dem Flugzeug vertraut. Er beschießt Godzilla, um ihn zu reizen, und lockt ihn so zurück in die Sagami-Bucht. Als Erstes wird ein unbemannter Kreuzer auf Godzilla losgelassen, damit er seinen Hitzestrahl einsetzt, da er einige Zeit benötigt, um sich davon zu erholen und diesen wieder aufzuladen. Er zerstört das Schiff und Hatto beschließt, das Manöver zu starten, um Godzilla das Seil mit den Gastanks umzulegen.
Als das Manöver abgeschlossen ist, werden die Tanks gezündet, die Gasblasen umhüllen Godzilla und nehmen ihm den Auftrieb. Er wird auf 1.500 m Wassertiefe gezogen und schwer verletzt, überlebt die Kompression aber. Daraufhin werden die Ballons aufgeblasen und ziehen ihn wieder hoch. Bei ca. 800 m jedoch kann er die Befestigung der Ballons durchbeißen und bleibt am Seil hängen. Die beiden Zerstörer, an denen das Seil noch hängt, sollen den Saurier nun manuell hochziehen, sind aber dafür zu schwach. Jedoch erscheint eine Flotte von Schleppern, die Mizushima, der wegen einer Verletzung zurückgelassen wurde, organisiert hat. Mit deren Hilfe ziehen die Zerstörer den Saurier nun an die Oberfläche, wo er schwer verletzt einen letzten Hitzestrahl zu speien versucht. Dies ist für Shikishima die Chance zum Angriff mit der Shinden. Er steuert das Flugzeug in Godzillas Maul, wo es explodiert und seinen Kopf bis auf seinen Unterkiefer wegsprengt. Alle Augenzeugen sind sich sicher, dass Shikishima doch noch seine Aufgabe als Kamikazepilot erfüllt hat, jedoch hat dieser, dank eines deutschen Schleudersitzes, welchen Tachibana ihm vor dem Abflug zeigte, überlebt. Für seinen Mut salutieren alle Beteiligten vor ihm. Godzilla zerfällt daraufhin und versinkt auf den Boden der Bucht.
Bei der Rückkehr wird Shikishima als Held gefeiert. Sumiko, die ihn mit Akiko unter Tränen der Empörung und der Erleichterung empfängt, übergibt ihm ein Telegramm, aus welchem hervorgeht, dass Noriko Godzillas Angriff auf Tokio doch überlebt hat. Mit Akiko eilt er ins Krankenhaus, wo er die schwer verletzte Noriko in die Arme schließt und nun endlich auch innerlich mit dem Krieg und den Vorfällen auf Odo abschließen kann.
In der Zwischenzeit beginnt auf dem Boden der Sagami-Bucht Godzillas Regeneration.

## Synchronisation
Die deutschsprachige Synchronisation entstand bei @alpha Postproduktion in München. Das Dialogbuch stammt von Carina Krause, die Dialogregie führte Daniel Schlauch.
| Rolle             | Darsteller        | Synchronsprecher       |
| ----------------- | ----------------- | ---------------------- |
| Koichi Shikishima | Ryûnosuke Kamiki  | Daniel Schlauch        |
| Noriko Oishi      | Minami Hamabe     | Friederike Sipp        |
| Akiko             | Sae Nagatani      | Zoe Durakovic          |
| Sumiko Ota        | Sakura Andō       | Tina Keller-Stadelmann |
| Kenji Noda        | Hidetaka Yoshioka | Alexander Pelz         |
| Shiro Mizushima   | Yuki Yamada       | Malte Wetzel           |
| Yoji Akitsu       | Kuranosuke Sasaki | Gerd Meyer             |
| Sosaku Tachibana  | Munetaka Aoki     | Jochen Paletschek      |
| Tatsuo Hotta      | Mio Tanaka        | Thomas Albus           |
| Akio Itagaki      | Kisuke Iida       | Manfred Trilling       |

## Veröffentlichung
Godzilla Minus One wurde am 18. Oktober 2023 in den Toho Cinemas im Shinjuku Toho Building im Tokioter Bezirk Shinjuku uraufgeführt. Er war zudem der Abschlussfilm des 36. Tokyo International Film Festival, welche am 1. November 2023 endeten. Zwei Tage später, am 69. Jahrestag der Veröffentlichung des ersten Godzilla-Films wurde der Film in den japanischen Kinos veröffentlicht. In den USA wurde der Film das erste Mal am 10. November 2023 im Directors Guild of America Theater Complex in Los Angeles, Kalifornien gezeigt und erhielt bis zum offiziellen Kinostart am 1. Dezember 2023 limitierte Prescreenings.
In Deutschland, Österreich und der Schweiz startete der Film am 1. Dezember 2023.
Vom 26. Januar bis 1. Februar 2024 kehrte der Film unter dem Titel Godzilla Minus One/Minus Color in einer schwarz-weißen Fassung in die Kinos zurück als Hommage an den 70 Jahre zuvor erschienenen ersten Film der Reihe.
Seit 1. Juni 2024 ist der Film in Deutschland auf Netflix verfügbar.

## Rezeption

### Kritiken
Bei Rotten Tomatoes erhielt der Film 98 % positive Kritiken und wurde mit durchschnittlich 8,4 von 10 Punkten bewertet, basierend auf 141 Kritiken. Der Kritikerkonsens ist: „Godzilla Minus One ist ein Kaiju-Film, der zwischen den Schauplätzen der Massenvernichtung wirklich fesselnd bleibt und die Handlung mit fesselnden menschlichen Geschichten umrahmt.“
Metacritic listete Ende 2023 für den Film 31 Kritiken, davon 30 positiv, mit einer Bewertung von durchschnittlich 80 von 100 Punkten.
Im IndieWire Critics Poll des Jahres 2023 stand Godzilla Minus One in der Liste der internationalen Filme auf dem achten Platz.

„Hätte es den verstörenden, erstaunlich brutalen Anfang nicht gegeben, könnte man fast zum Schluss kommen, Takashi Yamazaki inszeniere hier ein realistisches Nachkriegsdrama und keinen brachialen Monsterfilm. Im ersten Drittel ist wenig Platz für Godzilla, dafür umso mehr für Zwischenmenschliches und Melodramatisches. Erst wenn nach gut 40 Minuten die erste Begegnung des kleinen „Shinsei Maru“-Bootes und Godzilla ansteht, findet man sich mitten in einem actionreichen „Kaijū Eiga“ wieder, wie die berühmt-berüchtigten Monsterfilme in Japan heißen.“

Jörg Buttgereit schrieb im Juni 2024 auf der Website von epd Film: „Wie schon das Original von 1954 ist "Godzilla Minus One" ein sepiafarbenes Antikriegsdrama. Doch der Tonfall der Geschichte hat sich grundlegend geändert. Die Scham der Niederlage war im Nachkriegsjapan so unfassbar, dass eine monströse Metapher wie Godzilla erfunden werden musste, um die Katastrophe zu versinnbildlichen. (…) In "Godzilla Minus One" ist neben dem Leid nun auch die Mitverantwortung der Japaner am Schrecken des Krieges ein Thema. (…) Autor und Regisseur Takashi Yamazaki gelingt das Kunststück, mit einem vermeintlich trivialen Genrefilm den kollektiven Schuldkomplex nicht aufgearbeiteter Kriegsverbrechen zu thematisieren und gleichzeitig patriotisch zu sein.“

### Einspielergebnisse
Die weltweiten Einnahmen des Films aus Kinovorführungen beliefen sich bis Dezember 2023 auf 115,8 Millionen US-Dollar, von denen 48,2 Millionen aus Japan und rund 57 Millionen aus den Vereinigten Staaten stammen.

### Auszeichnungen
Im Rahmen der Oscarverleihung 2024 erhielt der Film die Auszeichnung in der Kategorie Visuelle Effekte.
Asian Film Awards 2024
- Auszeichnung für die Besten visuellen Effekte (Takashi Yamazaki, Kiyoko Shibuya, Masaki Takahashi und Tatsuji Nojima)
- Auszeichnung für den Besten Ton (Natsuko Inoue)[11]

Austin Film Critics Association Awards 2024
- Auszeichnung als Bester internationaler Film[12]

Chicago Film Critics Association Awards 2023
- Auszeichnung für die besten visuellen Effekte[13]
- Nominierung als Bester fremdsprachiger Film

Critics’ Choice Movie Awards 2024
- Nominierung als Bester fremdsprachiger Film[14]

Critics’ Choice Super Awards 2024
- Auszeichnung als Bester Science-Fiction-/Fantasyfilm
- Nominierung als Bester Schauspieler in einem Science-Fiction-/Fantasyfilm (Ryunosuke Kamiki)
- Nominierung als Beste Schauspielerin in einem Science-Fiction-/Fantasyfilm (Minami Hamabe)
- Auszeichnung als Bester Filmbösewicht (Godzilla)[15]

Florida Film Critics Circle Awards 2023
- Nominierung als bester fremdsprachiger Film
- Nominierung für die besten visuellen Effekte

Golden Reel Awards 2024
- Nominierung für den Besten Tonschnitt in einem fremdsprachigen Film[16]

Indiana Film Journalists Association Awards 2023
- Nominierung als bester Film
- Nominierung als bester fremdsprachiger Film
- Nominierung für die beste Filmmusik (Naoki Satô)

Las Vegas Film Critics Society Awards 2023
- Auszeichnung als bester fremdsprachiger Film
- Auszeichnung als bester Horror/Sc-Fi-Film
- Nominierung für die besten visuellen Effekte
- Nominierung für den besten Actionfilm

Online Film Critics Society Awards 2024
- Nominierung als Bester fremdsprachiger Film
- Nominierung für die Besten visuellen Effekte[17]

Oscarverleihung 2024
- Auszeichnung für die Besten visuellen Effekte (Takashi Yamazaki, Kiyoko Shibuya, Masaki Takahashi & Tatsuji Nojima)

Philadelphia Film Critics Circle Awards
- Nominierung für den Cheesesteak Award

Phoenix Critics Circle Awards 2023
- Nominierung als bester fremdsprachiger Film

St. Louis Film Critics Association Awards 2023
- Nominierung für die besten visuellen Effekte (Takashi Yamazaki)

VES Awards 2024
- Nominierung für den Besten animierten Charakter in einem fotorealistischen Spielfilm („Godzilla“)[18]